# Білоруси в Австрії
Білоруси в Австрії — це білоруська діаспора в Австрії. Громада, що складається з білоруських мігрантів та громадян Австрійської Республіки білоруського походження.

## Історія
Основою еміграції були білоруси, які покинули Білорусь під час Другої світової війни. Найбільші білоруські центри були в Зальцбурзі та в окрузі Рид. Деякий час у 1944 році на військовому заводі у Швадорфі зусиллями Олеся Змагара працювала школа для дітей. Тут викладав поет Олесь Соловей і художник Петро Миранович.
Група білоруських письменників на чолі з Олесем Солов'єм публікувала в зальцбурзьких журналах «Пагоня» (4 випуски), «Зь беларускага жыцьця». У Верхній Австрії існували дві білоруські школи: одна з них у Кірхсгаймі (1945). З початку 1950-х років у Відні діє Товариство «Родина», яке займається культурно-просвітницькою роботою серед людей з Білорусі, Росії та України. Відділи компанії працюють у Зальцбурзі (голова Т. Н. Гаврилюк) та Інсбруку (голова А. П. Радл).
У серпні — жовтні 2020 року була організована спілка «Білоруська діаспора в Австрії».